# Фараби
Абу Насър Мухаммад ибн Мухаммад ал-Фараби (на персийски: ابو نصر محمد بن محمد فارابی) е ирански философ, юрист и учен.
Сведенията за живота му са оскъдни. Смята се, че е роден около 870 година във или около Фараб, често срещан топоним в Централна Азия и Хорасан. По-голямата част от живота си прекарва в Багдад, като пътува също в Дамаск и Египет. Той е една от основните фигури на ранната ислямска философия и в традицията често е наричан „Втория учител“ (след „Първия учител“ Аристотел). Изиграва важна роля за пренасянето на традициите на древногръцката философия и наука в ислямската и западна философия.